# Laura Gallego García

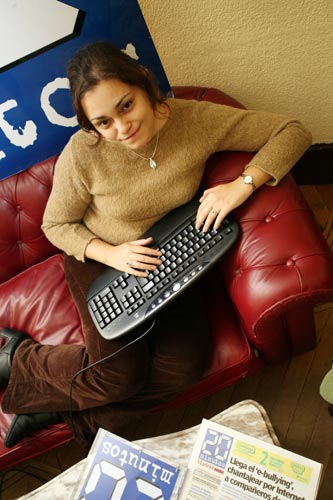
Laura Gallego García.

Laura Gallego García [ˈlaʊɾa gaˈʎeɰo gaɾˈθia] (* 11. Oktober 1977 in Quart de Poblet, Valencia) ist eine spanische Jugendbuchautorin.

## Leben
Gallego García schrieb ihr erstes Buch im Alter von elf Jahren zusammen mit einer Freundin, ein etwa 300 Seiten starkes Werk mit dem Titel Zodíaccía, un mundo diferente (span. etwa „Zodiakia, eine andere Welt“), in dem ein Mädchen eine magische Insel bereist, auf der alles mit den Sternkreiszeichen des Horoskops zusammenhängt. Obwohl die Geschichte nie in einem Verlag veröffentlicht wurde (Gallego García veröffentlichte sie jedoch später selbst auf ihrer Website), war ihr bereits damals klar, dass sie Schriftstellerin werden wollte.
1997 gründete sie während ihres Hispanistik-Studiums die philologische Universitätszeitschrift Náyade und fungierte bis 2000 als dessen Kodirektorin.
Mit 21 Jahren, ebenfalls während ihres Studiums, schrieb sie den Roman Finis Mundi (lat. „Das Ende der Welt“), mit dem sie den ersten Preis des Wettbewerbs Barco de Vaport des spanischen Jugendliteraturverlags Grupo SM gewann und der daraufhin 1999 veröffentlicht wurde. Gallego García hatte zu diesem Zeitpunkt bereits 14 unveröffentlichte Bücher geschrieben und mehrmals vergeblich an diesem Wettbewerb teilgenommen.
Bekannt wurde Gallego García mit dem Zyklus Crónicas de la Torre („Chroniken des Turms“), bestehend aus den Werken El Valle de los Lobos („Das Tal der Wölfe“), La Maldición del Maestro („Der Fluch des Meisters“), La llamada de los muertos („Der Ruf der Toten“) und Fenris, el elfo („Fenris, der Elf“). 2004 begann sie ihren nächsten großen Zyklus, Memorias de Idhún („Erinnerungen an Idhún“, deutscher Titel Geheime Welt Idhún). Obwohl sich Gallego García hauptsächlich der Kinder- und Jugendliteratur widmet, schreibt sie auch Bücher für erwachsene Leser, etwa Retorno a la Isla Blanca („Rückkehr zur Weißen Insel“) und El cartero de los sueños („Der Briefträger der Träume“).
Momentan arbeitet sie an ihrer Dissertation über den höfischen Roman Belianís de Grecia von Jerónimo Fernández aus dem Jahre 1579. Sie lebt heute alleine in Alboraya, einem Dorf nahe Valencia.

## Schreibstil
Gallego García deckt mit ihren Werken eine große Bandbreite an Stilrichtungen ab: Neben historisch-fantastischen Romanen wie Finis Mundi und ihrem Hauptwerk im episch-fantastischen Bereich mit Las Crónicas de la Torre und Memorias de Idhún finden sich diverse Kinderbücher und mit Las hijas de Tara („Die Töchter von Tara“) sogar ein Abstecher in die Science Fiction.
In ihren Fantasiegeschichten überwiegt das Gefühl die fantastischen Elemente. Ihre Personen bringen ohne Unterlass Gefühle wie Zweifel, Befürchtungen und Empfindungen zum Ausdruck, und lassen sich von diesen leiten, anders als bei gewohnter Fantasy, in der bevorzugt Ideen wie Ehre und Pflicht anzutreffen sind. So sind beispielsweise die Dialoge der Memorias de Idhún geprägt von Reflexionen der Hauptperson Victoria über ihre widersprüchliche Zuneigung zu zwei gegensätzlichen Personen.

## Werke
Von Gallego García wurden bis heute 14 Romane und 5 Erzählungen veröffentlicht, ein weiterer Roman ist in Arbeit (Stand: 26. August 2007). Die Werke sind:
- 1999 – Finis Mundi, deutscher Titel Finis Mundi oder Die drei magischen Amulette
- 2000 – El Valle de los Lobos, deutscher Titel Das Tal der Wölfe
- 2001 – El cartero de los sueños
- 2001 – Retorno a la Isla Blanca
- 2002 – Las hijas de Tara
- 2002 – La maldición del Maestro, deutscher Titel Der Fluch des Meisters
- 2002 – La leyenda del Rey Errante, deutscher Titel Der Teppich des Dichters, Gerstenberg Verlag, ISBN 978-3-8369-5250-7
- 2003 – La llamada de los muertos, deutscher Titel Der Ruf der Toten
- 2003 – Mandrágora
- 2003 – ¿Dónde está Alba?
- 2004 – El coleccionista de relojes extraordinarios
- 2004 – Fenris, el elfo
- 2004 – Alas de fuego
- 2004 – Memorias de Idhún I: La Resistencia, deutscher Titel Geheime Welt Idhún 1: Die Verschwörung
- 2004 – La hija de la noche
- 2004 – Max ya no hace reír
- 2004 – Alba tiene una amiga muy especial
- 2005 – El fantasma en apuros
- 2005 – Memorias de Idhún II: Tríada, deutscher Titel Geheime Welt Idhún 2: Die Feuerprobe
- 2006 – Memorias de Idhún III: Panteón, deutscher Titel Geheime Welt Idhún 3: Der Krieg der Götter
- 2007 – La Emperatriz de los Etéreos, deutscher Titel Die Kaiserin des blauen Lichts
- 2008 – Dos velas para el diablo
- 2009 – Sara y las goleadoras: Las chicas somos guerreras
- 2009 – Sara y las goleadoras: Goleadoras en la liga
- 2010 – Sara y las goleadoras: El fútbol y el amor son incompatibles
- 2010 – Sara  y las goleadoras: Las goleadoras no se rinden
- 2010 – Sara  y las goleadoras: El último gol
- 2011 – Donde los árboles cantan
- 2012 – Mago por casualidad
- 2013 – El Libro de lo Portales
- 2014 – Enciclopedia de Idhún
- 2015 – Todas las hadas del reino

Darüber hinaus ist sie Drehbuchautorin der Serie Sara y las goleadoras („Sara und die Torjäger“).